# Theocritus
Theocritus (Grieks: Θεόκριτος / Theókritos) was een Grieks dichter uit de 3e eeuw v.Chr.

## Biografie
Over zijn leven is weinig bekend. Antieke en moderne geleerden hebben geprobeerd biografische elementen af te leiden uit Theocritus’ Idyllen, maar hiermee moet men voorzichtig omgaan.
Hij is rond 300 v.Chr. geboren op Sicilië, waarschijnlijk in Syracuse. Dat zegt de dichter zelf in Idylle 11, waarin hij verwijst naar de Cycloop Polyphemus als zijn landgenoot (Theoc. 11. 7-8.). Ook prijst hij in Idylle 16 Hiëro II, de tiran van Syracuse, wat erop zou kunnen wijzen dat Theocritus een tijdje als dichter actief zou zijn geweest aan zijn hof.
Later verbleef hij ook geruime tijd aan het hof van Ptolemaeus II Philadelphus te Alexandrië op wie hij een lofrede houdt in Idylle 17. Daar heeft hij andere dichters leren kennen zoals Callimachus en Aratus. Wellicht heeft hij daarna een deel van zijn leven op het eiland Kos doorgebracht. In Idylle 7 vertelt de dichter namelijk in de persoon van Simichidas over het oogstfestival op Kos.
Waar en wanneer Theocritus overleed is niet bekend, maar na 250 v.Chr. heeft hij niets meer geschreven.

## Werken
Vermaard is Theocritus om zijn bucolische of herderspoëzie, een genre dat voornamelijk door hem is geschapen, geïnspireerd op Siciliaanse herdersliedjes. Wij bezitten nog een dertigtal Eidyllia (“Idyllen”) op zijn naam, waarvan wordt aangenomen dat er 22 ook daadwerkelijk door hem zijn geschreven: over Idyllen 8, 9, 18, 19, 20, 21, 23, 25 en 27 bestaat er twijfel of ze wel echt van zijn hand zijn. Idyllen zijn kleine genrestukjes, korte beschrijvingen en scènes uit de wereld van de herders, gewoonlijk in dialoogvorm. De personages, wedijverende herders verwikkeld in allerlei liefdesperikelen, zijn weliswaar geïdealiseerd, maar blijven toch zeer levendig en authentiek. Het hoofdthema van de Idyllen is bijna altijd onbeantwoorde liefde. Ook zangwedstrijden tussen herders zijn terugkerend thema’s.
Het gebruik van taal en metrum in de Idyllen van Theocritus is heel innovatief. Theocritus gebruikt epische, lyrische en dramatische elementen in zijn schrijfstijl en hij maakt gebruik van verschillende elementen uit de 3 grootst aanwezige dialectgroepen in Griekenland uit die tijd: Dorisch, Ionisch en Aeolisch. Theocritus vermengt deze elementen en creëert zo een eigen, artificiële taal. Hij schrijft onder andere hexameters in Dorisch dialect, iets wat normaal nooit gedaan werd. Hij schreef hexameters in Ionisch, maar met een heel ander thema dan bij het Ionisch dialect verwacht werd.
Naast zijn Idyllen zijn er onder zijn naam ook 22 epigrammen en 1 figuurgedicht (Panfluit) bewaard.

### Bucolische poëzie
Idyllen 1, 3, 4, 5, 6, 7, en 11 worden gerekend tot de bucolische Idyllen. De bucolische poëzie is een verzamelnaam voor alle poëzie die op het geïdealiseerde landleven geïnspireerd is. De bucolische wereld is een aparte, geïdealiseerde wereld waarin bepaalde namen van personages (Daphnis, Amaryllis..) steeds terugkeren en waarin slechts enkele mythologische wezens, zoals Pan, de nimfen en Cyclopen, meespelen. Het regerend thema van de bucolische Idyllen is de liefde, vooral de onbeantwoorde liefde. Vaak wordt deze liefde geuit in vorm van gezang.
De bucolische poëzie wordt ook wel de herderspoëzie of de pastorale poëzie genoemd.

### Mimes
Drie van zijn Idyllen behoren tot het genre van de mime. Dit zijn Idylle 2, 14 en 15. Idylle 2 gaat over een vrouw, Simaetha, die gekwetst is doordat Delphis haar heeft achtergelaten en daarom magie gebruikt op hem. Idylle 14 is een dialoog tussen Tyonichus en Aeschinas waarin die laatste vertelt over zijn ruzie met zijn vrouw. Tyonichus geeft hem als advies om zich aan te melden in het leger van Ptolemaeus II. Het verhaal eindigt met een lofzang op de koning. Idylle 15 is ook een dialoog. Vriendinnen Gorgo en Praxinoa gaan naar het Adonis-festival waar ze een lied voor Adonis horen ter ere van Koningin Arsinoë II, de vrouw van Ptolemaeus.
De drie Idyllen hebben als gemeenschappelijk kenmerk van de mime dat er een pseudo-realistische situatie uit het dagelijks leven wordt voorgesteld door een of enkele personages, waarbij de evolutie van die personages belangrijker is dan de plot. Antieke geleerden dachten dat Theocritus in dit genre beïnvloed was door de bekende mimeschrijver Sophron (5e eeuw v.Chr.), ook afkomstig uit Syracuse.

### Epyllia
Vier van Theocritus’ Idyllen behandelen in korte vorm de daden van goden en andere mythologische figuren in dactylische hexameters. Dit (sub)genre heet het epyllion, omdat ze overeenkomt in vorm en inhoud met het epos, maar in veel kortere vorm. Het gaat hier om de Idyllen 13, 22, 24 en 26, die gaan over de goddelijke figuren die symbolisch belangrijk waren voor de Ptolemeeën.
Idylle 13 vertelt een verhaal van de Argonauten. Hylas, Herakles’ geliefde, wordt door de Nimfen in hun vijver getrokken, terwijl hij water aan het verzamelen is. Herakles gaat op zoek naar hem en kan hierdoor niet mee op de reis van de Argonauten. Idylle 22 is een hymne voor de Dioskouren. Het vertelt onder andere hoe tijdens de Argonautische expeditie Polydeuces de brute koning Amycus versloeg in een worstelwedstrijd. De verhalen uit beide deze idyllen zijn beide ook neergeschreven in de Argonautika van Apollonius van Rhodos, een tijdgenoot van Theocritus.
Idylle 24 vertelt verhalen over de jonge Herakles en Idylle 26 vertelt het verhaal van Pentheus en de Bacchanten, gelijkaardig aan de tragedie Bakchai van Euripides. 

## Navolging
Bion van Smyrna (2de - 1ste eeuw v.Chr.) en Moschus (2de eeuw v.Chr.) leefden kort na Theocritus en schreven onder andere bucolische poëzie. Bion en Moschus worden, samen met Theocritus, in de Suda als de drie canonieke bucolische dichters genoemd.  Bion schreef onder andere een klaagzang voor Adonis die heel sterkt refereert aan de klaagzang voor Daphnis uit Idylle 1, Thyrsis, van Theocritus.
De bekendste navolger van de bucolische poëzie is Vergilius. Vergilius inspireerde zich voor zijn Bucolica (Eclogae) op de Idyllen van Theocritus.

## Nederlandse vertaling
- Theokritos, Idyllen en epigrammen, vert. Anna Maria van Erp Taalman Kip, 2003. ISBN 9789025353315

## Secundaire literatuur
- Bulloch, A. W. (2016). The life of Theocritus. Hermes, 144(1), 43-68.
- Demoen, K. (2007). De Literatuur van de Oudheid: Korte Geschiedenis van de Griekse Literatuur. Syllabus. Gent: Academia Press.
- Kyriakou, P., Sistakou, E. and Rengakos, A. (edd.). (2021). Brill’s companion to Theocritus. Leiden, Boston (Mass.): Brill.